# Gustavo Javier Bartelt
Gustavo Bartelt (Buenos Aires, 2 de setembre de 1974) és un futbolista argentí, que ocupa la posició de davanter.
Ha desenvolupat gairebé tota la seua carrera a equips argentins. Hi va començar a destacar a All Boys i Lanús, assolint bons registres golejadors. Entre 1998 i 2001 va militar a diversos equips europeus: AS Roma, Aston Villa i Rayo Vallecano. De nou al seu país, hi milita en conjunts com Gimnasia La Plata o Talleres de Córdoba, entre d'altres.